# Mysidia stigma
Mysidia stigma är en insektsart som först beskrevs av Ernst Friedrich Germar 1830.  Mysidia stigma ingår i släktet Mysidia och familjen Derbidae. Inga underarter finns listade i Catalogue of Life.